# Concordata de 1801
A concordata de 1801, celebrada entre Napoleão Bonaparte e o Papa Pio VII, foi um acordo que visava a restauração da Igreja Católica na França pós-revolução. Este acordo decretava que a Igreja receberia benefícios do novo Imperador Napoleão, e assim o Papa, como benefício, tornar-se-ia o Arcebispo de Lyon em 1802. A concordata foi assinada em 15 de julho de 1801 pela Santa Sé.

## Acordos
Dentre os acordos estipulados pela Concordata de 1801, consta que:
- O Catolicismo seria "a religião da grande maioria dos franceses", porém não a religião oficial, em respeito ao Protestantismo;
- O Imperador nomearia os bispos, mas o Papa teria o poder de expulsá-los;
- O Estado iria arcar com as despesas e subsídios do clero;
- A Igreja renunciaria a todos as reivindicações dos territórios tomados pela França desde 1790;
- Estabelecimento do Calendário gregoriano em detrimento do Calendário republicano.